# Mühlhausen-Ehingen
Mühlhausen-Ehingen – miejscowość i gmina w Niemczech, w kraju związkowym Badenia-Wirtembergia, w rejencji Fryburg, w regionie Hochrhein-Bodensee, w powiecie Konstancja, wchodzi w skład wspólnoty administracyjnej Engen. Leży pomiędzy Engen a Singen (Hohentwiel), przy autostradzie A81. W dzielnicy Mühlhausen znajduje się stacja kolejowa.

## Współpraca
Miejscowości partnerskie:
- Domène, Francja
- Naundorf, Saksonia